# 怪人同盟
《怪人同盟》是在『冒険王』連載的石森章太郎作的日本漫画作品。且有続編『怪人同盟 恐怖植物園』。

## 登場人物
小政竜二
計七夫
大山五郎
団刑事

## 関連作品
- 人造人009[1]
- 獣人症候群
- エスパーK
- 假面骑士×假面骑士 Wizard & Fourze MOVIE大战Ultimatum